# Швецов Володимир Леонтійович
Володимир Леонтійович Швецов (23 лютого 1957) — радянський хокеїст, нападник.

## Спортивна кар'єра
Переможець молодіжної першості світу 1977 року. Виступав за команди «Крила Рад» (Москва), «Металург» (Череповець), «Сокіл» (Київ) і «Торпедо» (Тольятті). У чемпіонатах СРСР провів приблизно 350 матчів, у тому чисті у вищій лізі — 59 (10+7).

## Досягнення
- Чемпіон світу серед молоді (1): 1977

## Статистика
На молодіжному чемпіонаті світу:
| Рік  | Команда          | Турнір | Місце | І | Г | П | О | ШХ |
| ---- | ---------------- | ------ | ----- | - | - | - | - | -- |
| 1977 | СРСР (молодіжна) | МЧС    |       | 7 | 5 | 1 | 6 |    |

Статистика клубних виступів:
| Сезон   | Клуб                    | Ліга | І  | Г  | П  | О  | ШХ |
| ------- | ----------------------- | ---- | -- | -- | -- | -- | -- |
| 1976-77 | «Крила Рад» (Москва)    | Д-1  | 4  | 0  | 0  | 0  | 0  |
| 1977-78 | «Металург» (Череповець) | Д-3  | -  | 37 | -  | -  | -  |
| 1978-79 | «Сокіл» (Київ)          | Д-1  | 24 | 2  | 5  | 7  | 12 |
| 1979-80 | «Сокіл» (Київ)          | Д-1  | 31 | 8  | 2  | 10 | 12 |
| 1980-81 | «Торпедо» (Тольятті)    | Д-3  | 45 | 37 | 20 | 57 | 23 |
| 1981-82 | «Торпедо» (Тольятті)    | Д-2  | 44 | 29 | 19 | 48 | 34 |
| 1982-83 | «Торпедо» (Тольятті)    | Д-2  | 70 | 43 | 15 | 58 | 32 |
| 1983-84 | «Торпедо» (Тольятті)    | Д-2  | 58 | 36 | 21 | 57 | 16 |
| 1984-85 | «Торпедо» (Тольятті)    | Д-2  | 27 | 10 | 1  | 11 | 4  |
| 1985-86 | «Торпедо» (Тольятті)    | Д-2  | 24 | 5  | 2  | 7  | 4  |